# Bugem
Bugem (auch Kenset) ist die altägyptische Bezeichnung einer nubischen Region, die südlich oder südöstlich des ersten Kataraktes (Assuan) liegt. Die genaue Lage ist bis heute unbekannt. Der Ort wird insbesondere im Zusammenhang des Mythos Die Heimkehr der Göttin erwähnt: Oh, komm nach Ägypten, Dorkasgazelle der Wüste, große Prächtige von Bugem.
Die Bewohner von Bugem wurden im thematischen Umfeld des Gotteslandes Punt genannt. Es bleibt ungeklärt, ob es sich bei Bugem um den Namen einer Nekropole handelte. Bugem stellte zudem eine Durchzugsstation der Gottheiten Hathor, Sachmet und Tefnut bei ihrer Rückreise nach Ägypten dar, wobei die Göttinnen in ihrer Funktion als Trägerin des Sonnenauges auch als Herrinnen von Bugem galten.